# Alfred G. Gilman
Alfred Goodman Gilman (1 tháng 7 năm 1941 – 23 tháng 12 năm 2015) là một nhà dược lý học, nhà hóa sinh người Mỹ, đã đoạt giải Nobel Sinh lý và Y khoa năm 1994 chung với Martin Rodbell cho công trình khám phá của họ về các G protein.
G Protein là một chất trung gian cần cho sự sống ở giữa sự hoạt hóa ngoài tế bào của các cơ quan nhận G protein-coupled receptor (GPCR) ở màng tế bào và các hoạt động bên trong tế bào. Trong thập niên 1960, Rodbell đã chỉ rõ là Guanosine triphosphate (GTP) có tham gia vào việc chuyển tín hiệu của tế bào. Chính Gilman là người thực sự khám phá ra các protein tương tác với GTP để khởi động sự chuyển tín hiệu (signal transduction) trong tế bào.

## Tiểu sử
Gilman sinh tại New Haven, Connecticut, là con của Alfred Gilman, một giáo sư ở Đại học Yale và là một trong hai tác giả của bộ sách giáo khoa dược lý học cổ điển The Pharmacological Basis of Therapeutics; ông đã chọn tên đệm cho con trai mình theo tên bạn đồng tác giả Louis S. Goodman để vinh danh ông này. Alfred Goodman Gilman có đóng góp vào việc biên tập bộ sách giáo khoa trên trong ấn bản thứ 10 (năm 2001).

## Sự nghiệp
Gilman đậu bằng cử nhân khoa học ở Đại học Yale năm 1962. Sau đó ông vào học chương trình phối hợp tiến sĩ y khoa ở Trường Y học Đại học Case Western Reserve (Case Western Reserve University School of Medicine) tại Cleveland, Ohio, nơi ông muốn học dưới sự hướng dẫn của nhà dược lý học đã đoạt giải Nobel Earl Sutherland. Nhưng Sutherland đã chuyển sang Đại học Vanderbilt, vì vậy Gilman học dưới sự hướng dẫn của người cộng tác viên trẻ của Sutherland là Theodore Rall. Năm 1969 Gilman đậu bằng tiến sĩ ở trường này, sau đó tiếp tục nghiên cứu hậu tiến sĩ ở Các viện Y tế quốc gia (National Institutes of Health) cùng với người đoạt giải Nobel Marshall Nirenberg từ năm 1969 tới năm 1971.
Năm 1971 Gilman trở thành giáo sư khoa dược lý học ở Trường Y học Đại học Virginia, tại Charlottesville, Virginia. Năm 1981, ông làm trưởng phân ban Dược lý học ở Trung tâm Y học miền Tây Nam Đại học Texas tại Dallas. Ông được bầu làm thành viên của Viện Hàn lâm Khoa học quốc gia Hoa Kỳ (United States National Academy of Sciences) năm 1986.
Năm 2005, ông được bầu làm khoa trưởng của Trường Y học miền Tây Nam Đại học Texas ở Dallas. Ông cũng là thành viên ban cố vấn của tổ chức Scientists and Engineers for America.

## Giải thưởng
Ngoài giải Nobel Sinh lý và Y khoa, ông cũng được trao giải Albert Lasker cho nghiên cứu Y học cơ bản, Giải Passano năm 1990 cũng như giải Louisa Gross Horwitz của Đại học Columbia năm 1989 chung với Edwin Krebs – người đoạt giải Nobel Y học năm 1992.

## Các tác phẩm khoa học then chốt
Norepinephrine stimulated increase of cyclic AMP levels in developing mouse brain cell cultures. Science. 1971 Oct 15;174(6):292. PMID 4330303.
Regulation of adenosine 3',5'-cyclic monophosphate metabolism in cultured neuroblastoma cells. Nature. 1971 Dec 10;234(5328):356-8. PMID 4332686.
Fluorescent modification of adenosine 3',5'-monophosphate: spectroscopic properties and activity in enzyme systems. Science. 1972 Jul 21;177(45):279-80. PMID 4339302.
The regulatory component of adenylate cyclase. Purification and properties. J Biol Chem. 1981 Nov 25;256(22):11517-26. PMID 6271754.
The regulatory component of adenylate cyclase. Purification and properties of the turkey erythrocyte protein. J Biol Chem. 1981 Dec 25;256(24):12911-9. PMID 6273414.
Requirements for cholera toxin-dependent ADP-ribosylation of the purified regulatory component of adenylate cyclase. J Biol Chem. 1982 Jan 10;257(1):20-3. PMID 6273425.
The guanine nucleotide activating site of the regulatory component of adenylate cyclase. Identification by ligand binding. J Biol Chem. 1982 Oct 10;257(19):11416-23. PMID 6288684.
The regulatory components of adenylate cyclase and transducin. A family of structurally homologous guanine nucleotide-binding proteins. J Biol Chem. 1983 Jun 10;258(11):7059-63. PMID 6304074.
The subunits of the stimulatory regulatory component of adenylate cyclase. Resolution, activity, and properties of the 35,000-dalton (beta) subunit. J Biol Chem. 1983 Sep 25;258(18):11361-8. PMID 6309843.
The subunits of the stimulatory regulatory component of adenylate cyclase. Resolution of the activated 45,000-dalton (alpha) subunit. J Biol Chem. 1983 Sep 25;258(18):11369-76. PMID 6309844.
Homologies between signal transducing G proteins and ras gene products. Science. 1984 Nov 16;226(4676):860-2. PMID 6436980.
G proteins and dual control of adenylate cyclase. Cell. 1984 Mar;36(3):577-9. PMID 6321035.
Inhibition of receptor-mediated release of arachidonic acid by pertussis toxin. Cell. 1984 Dec;39(2 Pt 1):301-8. PMID 6094010.
Molecular cloning of complementary DNA for the alpha subunit of the G protein that stimulates adenylate cyclase. Science. 1985 Sep 20;229(4719):1274-7. PMID 3839937.
Splice variants of the alpha subunit of the G protein Gs activate both adenylyl cyclase and calcium channels. Science. 1989 Feb 10;243(4892):804-7. PMID 2536957.
Adenylyl cyclase amino acid sequence: possible channel- or transporter-like structure. Science. 1989 Jun 30;244(4912):1558-64. PMID 2472670.
Type-specific regulation of adenylyl cyclase by G protein beta gamma subunits. Science. 1991 Dec 6;254(5037):1500-3. PMID 1962211.
Inhibition of adenylyl cyclase by Gi alpha. Science. 1993 Jul 9;261(5118):218-21. PMID 8327893.
Recombinant G-protein beta gamma-subunits activate the muscarinic-gated atrial potassium channel. Nature. 1994 Mar 17;368(6468):255-7. PMID 8145826.
Structures of active conformations of Gi alpha 1 and the mechanism of GTP hydrolysis. Science. 1994 Sep 2;265(5177):1405-12. PMID 8073283.
Construction of a soluble adenylyl cyclase activated by Gs alpha and forskolin. Science. 1995 Jun 23;268(5218):1769-72. PMID 7792604.
Tertiary and quaternary structural changes in Gi alpha 1 induced by GTP hydrolysis. Science. 1995 Nov 10;270(5238):954-60. PMID 7481799.
The structure of the G protein heterotrimer Gi alpha 1 beta 1 gamma 2. Cell. 1995 Dec 15;83(6):1047-58. PMID 8521505.
GAIP and RGS4 are GTPase-activating proteins for the Gi subfamily of G protein alpha subunits. Cell. 1996 Aug 9;86(3):445-52. PMID 8756726.
Crystal structure of the adenylyl cyclase activator Gsalpha. Science. 1997 Dec 12;278(5345):1943-7. PMID 9395396.
Crystal structure of the catalytic domains of adenylyl cyclase in a complex with Gsalpha.GTPgammaS. Science. 1997 Dec 12;278(5345):1907-16. PMID 9417641.